# Peracle moluccensis
Peracle moluccensis är en snäckart som beskrevs av Tesch 1913. Peracle moluccensis ingår i släktet Peracle och familjen Peraclididae. Inga underarter finns listade i Catalogue of Life.